# Marília
Marília je grad u Brazilu. Nalazi se u saveznoj državi Sao Paulo. 

## Stanovništvo
Prema procjeni iz 2007. u gradu je živjelo 218.113 stanovnika.
| 1991.   | 2000.   |
| ------- | ------- |
| 161.149 | 197.342 |

## Vanjske poveznice
- Službena stranica
- Službena stranica